# Оуен Глейберман
Оуен Глейберман (нар. 24 лютого 1959, Лозанна) — американський кінокритик, який з травня 2016 року є головним кінокритиком часопису «Variety». Посаду кінокритика він ділить з Пітером Дебрюк. Раніше Глейберман писав для «Entertainment Weekly» з 1990 по 2014 рік. З 1981 по 1989 рік працював у «The Phoenix».

## Раннє життя та освіта
Глейберман народився в Лозанні, Швейцарія в родині американських батьків єврейського походження. Після переїзду до США родина поселилася в Ен-Арбор, штат Мічиган. Оуен Глейбман закінчив Мічиганський університет.

## Кар'єра
Перша робота Глейбермана була опублікована в журналі «Прем'єра» та часописі «Коментарі до фільму» та в антології фільму критики «Любов і шипіт». Глейберман рецензує фільми для Національного громадського радіо (NPR) та Американського кабельного каналу (NY1). Він є членом Нью-Йоркського гуртка кінокритики Глейберман є одним із критиків, який брав активну участь у документальному фільмі Джеральда Пірі 2009 року «Любов до фільмів: історія американської кінокритики». Глейберман також є автором фільму «Freak Freak», його автобіографії, виданої «Hachette Books».